# عبد الله السلال

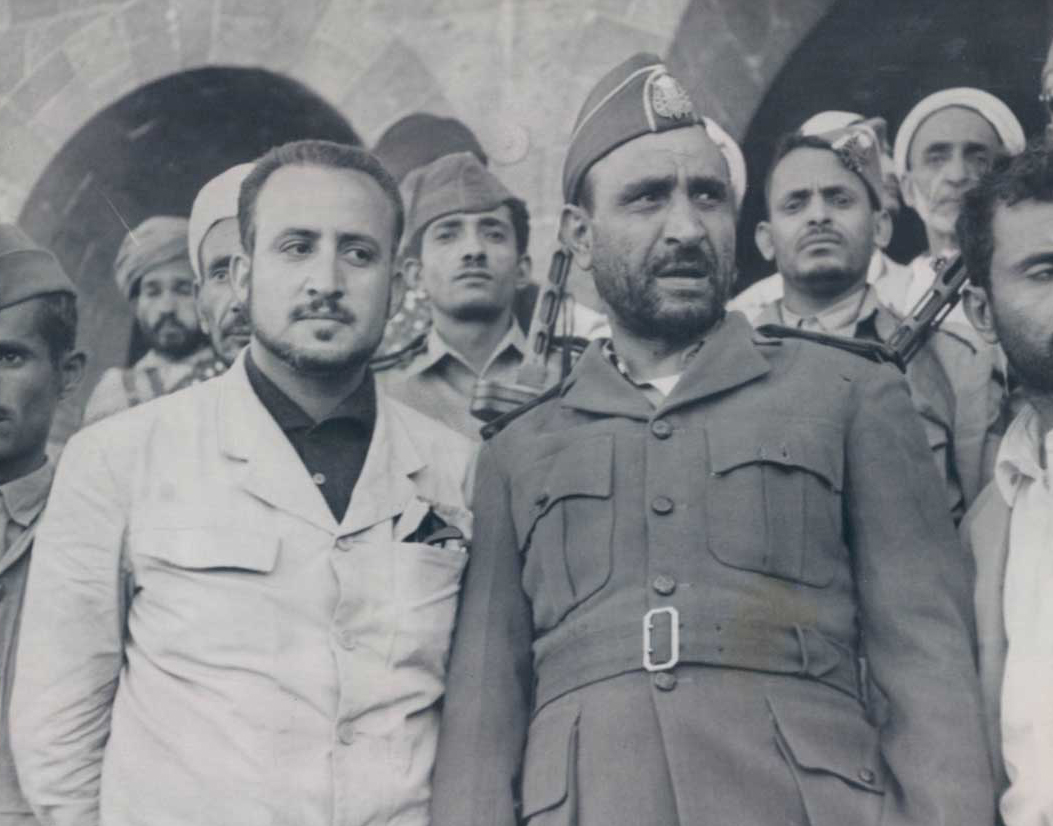
الرئيس عبدالله السلال رئيس الجمهورية ونائبه عبدالرحمن البيضاني صنعاء 16 أكتوبر 1962

عبد اللَّه يحيى السَّلَّال (1917م -1994م)، هو أول رئيس للجمهورية العربية اليمنية في الفترة 1962م – 1967م. ولد في قرية شعسان مديرية سنحان محافظة صنعاء عام 1917م. التحق بمدرسة الأيتام بصنعاء عاصمة اليمن آنذاك عام 1929م، وبعد إتمامه للمرحلة الثانوية سافر إلى العراق عام 1936م في بعثة عسكرية أرسلها حاكم اليمن وقتها الإمام يحيى حميد الدين حيث دخل الكلية العسكرية العراقية وتخرج فيها برتبة ملازم ثان عام 1939م.
شارك في ثورة الدستور عام 1948م بقيادة عبد الله الوزير حيث قُتل الإمام يحيى، ثم سُجن على إثرها كما أعدم الإمام أحمد بن يحيى الذي تولى الحكم بعد أبيه الكثير ممن شاركوا في الانقلاب. أخرجه ولي العهد سيف الإسلام محمد البدر حميد الدين-الإمام لاحقاً من السجن وكانت هذه غلطة ولي العهد التي قد يقال أنها كلفته عرشه. وبعدها أصبح رئيس الحرس لولي العهد وقد كان مشتركا في تنظيم الضباط الأحرار ولم يكن يعلم الإمام البدر بهذا فقربه إليه أكثر.
وفي 26 سبتمبر بعد أسبوع واحد من وفاة الإمام أحمد وتسلم الإمام البدر الحكم قامت ثورة 26 سبتمبر على النظام الإمامي الملكي في اليمن من قِبَل مجموعة من الضباط في الجيش حيث أيَّدها بعض من مشائخ بعض القبائل وتلقت دعم عسكري واسع من الجانب المصري ليصبح أول رئيس للجمهورية العربية اليمنية شمال اليمن.

## فترة رئاسة السلال

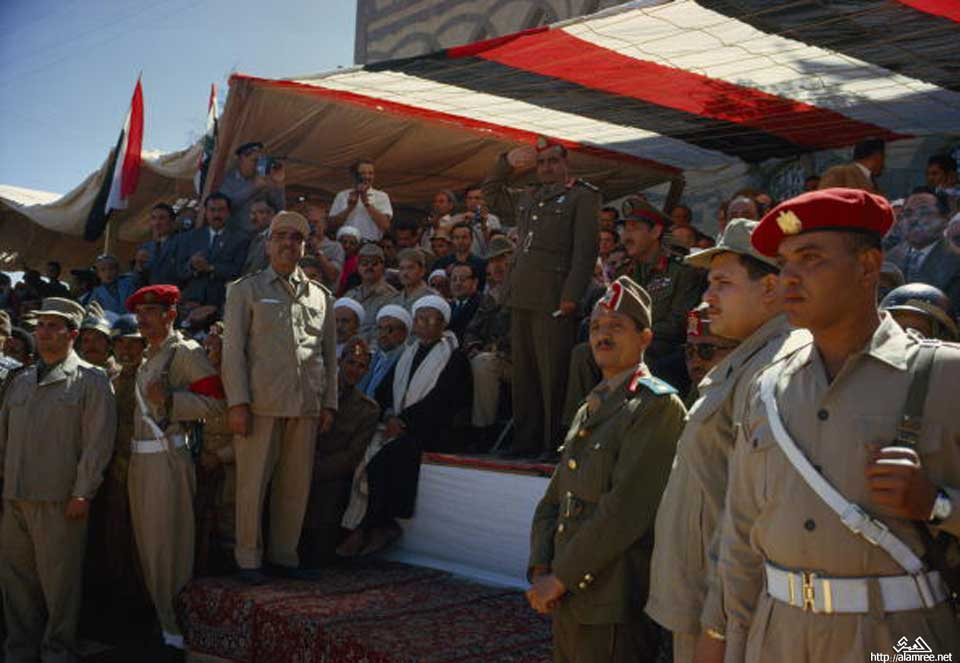
الرئيس عبد الله السلال في عرض عسكري مارس 1963م

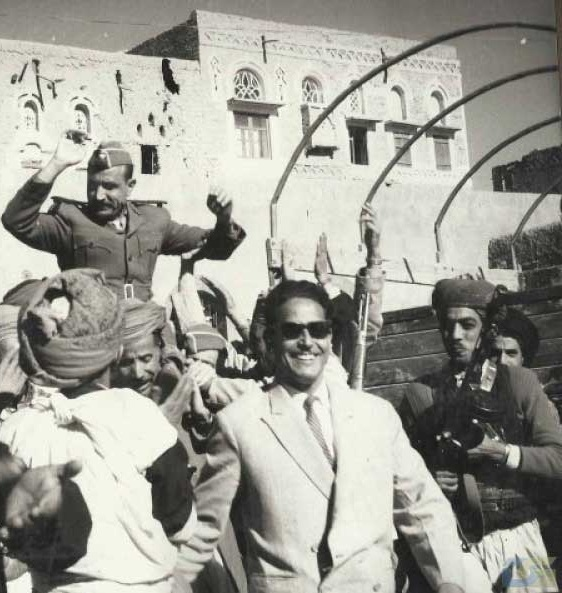

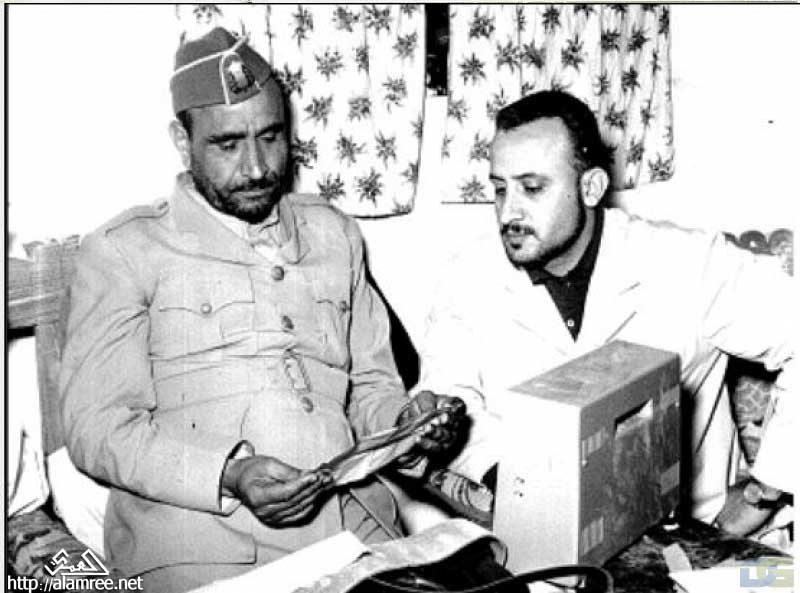
الرئيس عبد الله السلال وعبد الرحمن البيضاني 1962

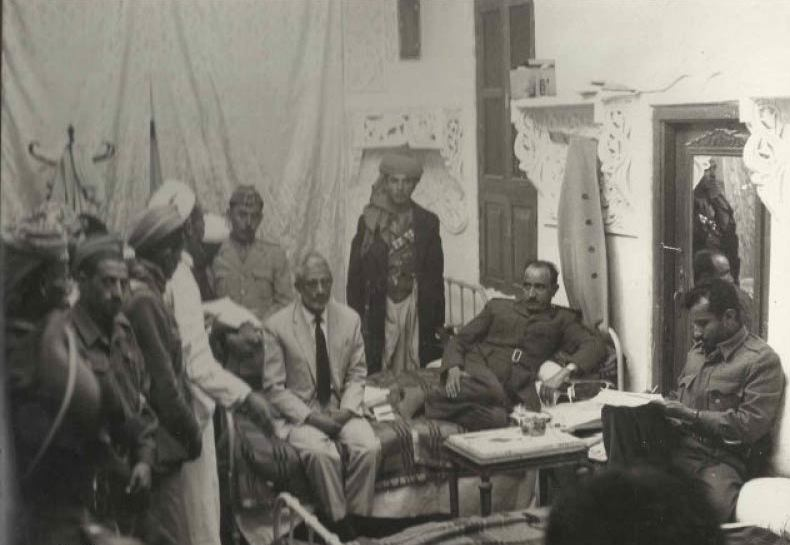
الرئيس السلال وأحمد محمد نعمان

كتيبة دبابات تي-34 تابعة للجمهوريين(1967)

كان الهدف الثاني من أهداف الثورة السبتمبرية «بناء جيش وطني قوي لحماية البلاد وحراسة الثورة و مكاسبها» من أهم أهداف الثورة.
لم يكن هناك ثمة مجال للعمل على إعادة تنظيم «الجيش المظفر» و«الجيش الدفاعي»، فأوضاعها كانت تعاني من تدهور إداري وعسكري لا تسمح له بخوض حرب تقودها وتمولها وتعد لها قوى إقليمية ودولية بإمكانيات حديثة وأسلوب معاصر جمع بين الحرب النظامية وحرب العصابات، فاضطرت القيادة الثورية للزج بهما في المعارك بكل تشكيلاتها منذ بداية الثورة والعمل على إنشاء الجيش اليمني الحديث القادر على مواجهة الأعداء بكفاءة واقتدار بالأدوات والأساليب القتالية المعاصرة.
فُتحت أبواب التجنيد العام للتطوع في القوات المسلحة في كل المحافظات، وفتحت لذلك الغرض معسكرات الاستقبال ومراكز التدريب، وبوشر العمل من أجل إعداد النواة الأولى للجيش الثوري المعاصر بشكل ومضمون ثوريين معاصرين.
لعب المصريون في عملية بناء الجيش الوطني الحديث دوراً مشهودًا، سواء من خلال إحضار الكوادر المتخصصة المتمثلة في«هيئة الخبراء العرب» للمشاركة الفعالة في إعداد وبناء الجيش اليمني في الداخل، أو من خلال فتح أبواب الكليات والمعاهد ومراكز التدريب وهيئات التخصص العسكرية في الجمهورية العربية المتحدة لمنتسبي القوات المسلحة الثورية الجديدة، حيث تم تدريب وإعداد أربع ألوية مشاة كاملة التشكيل في معسكرات وهيئات الجيش المصري، وهي كالتالي (لواء الثورة - الكتيبة الأولى من لواء النصر - لواء الوحدة - لواء العروبة)
مع حلول منتصف مارس 1966، بعد أن عاد من ميادين التدريب في الجمهورية العربية المتحدة آخر لواء مشاة أُرْسِلَ إلى هناك، ونعني به «لواء العروبة»، فإنه قد كانت تلك الألوية في الميدان تمثل النواة الأولى للجيش اليمني الثوري المعاصر.
وفي ظل الاضطرابات والفوضى التي شهدتها العديد من ميادين القتال، بسبب غياب القيادة العسكرية الموحدة، فإن الخطوة الأولى لقيادة الثورة قد تمثلت في تشكيل قيادة موحدة للجيش تمثلت في «هيئة أركان حرب القوات المسلحة ورئاستها»، فتم إنشاء الهيئات القيادية التالية:
1. هيئة العمليات الحربية برئاسة النقيب عبد اللطيف ضيف الله وزير الداخلية.
2. هيئة إدارة الجيش.
3. هيئة الإمداد والتموين.
4. هيئة التسليح العسكري العام.

قد كانت هيئة العمليات الحربية هي أعلى سلطة عسكرية، بعد القائد الأعلى للقوات المسلحة عبد الله السلال، بعد الثورة، وقد كانت من أولى إجراءات القيادة، إعادة فتح الكلية الحربية وكلية الشرطة، وافتتاح معهد عسكري في مدينة تعز هو المركز الحربي الذي تولى تأهيل الضباط في مختلف التخصصات، بخبرات سوفياتية في الغالب.
من أول ما قامت به الهيئة، صاغت تنظيما جديدا لقيادة القوات المسلحة، كان على رأسه القائد العام للقوات المسلحة، يليه رئيس هيئة أركان حرب القوات المسلحة والفروع التابعة له.
وقد تم إعداد الهيكل التنظيمي العام للقيادة العامة للقوات المسلحة ورئاسة الأركان، والهياكل التنظيمية للفروع، وتحديد مهامها وواجباتها، وتعيين قياداتها. وعُيِّن المقدم حمود بيدر رئيسا لأركان حرب القوات المسلحة. وكان قد عُيِن في هذا المنصب من قبله، لفترة زمنية قصيرة، العميد «أحمد الآنسي». أما القائد العام للقوات المسلحة فقد كان العميد عبد الله السلال.
ثم تقرر إعادة تنظيم القوات المسلحة لتكون على النحو التالي (سلاح المشاة ويضم كل ألوية المشاة - سلاح المدفعية - سلاح المدرعات - سلاح الطيران - سلاح البحرية - سلاح المهندسين - سلاح الإشارة) واستمر البناء العسكري في إطار هذه التشكيلات في الجمهورية الأولى حتى بداية العام 1967، حيث تم تشكيل لواء جديد أطلق عليه حينها اسم «اللواء العشرين حرس جمهوري»، وتعين لقيادته المقدم طاهر الشهاري.

## الانقلاب
أطيح بالسلال في انقلاب قام به ضباط الصاعقة والمظلات في 5 نوفمبر 1967 أثناء زيارته للعراق حيث كانت الحرب الأهلية بين الجانب الملكي والجانب الجمهوري لا زالت قائمة، وتشكل مجلس رئاسي من ثلاثة أعضاء هم عبد الرحمن الأرياني ومحمد علي عثمان وأحمد محمد نعمان وتشكلت حكومة برئاسة محسن العيني. انتقل بعدها للإقامة في مصر التي ظل فيها حتى صدور قرار الرئيس علي عبد الله صالح في سبتمبر 1981م بدعوته مع القاضي عبد الرحمن الأرياني للعودة إلى الوطن.

## وفاته
توفي بمدينة صنعاء في 5 مارس 1994م.

## روابط خارجية
- عبد الله السلال على موقع مونزينجر (الألمانية)